# Mojmírovci
Mojmírovci byl rod velkomoravských vládců. Prvním historicky známým členem rodu byl Mojmír, kníže Moravanů a podle tradičního, dnes zpochybněného názoru historiků vlastní zakladatel Velkomoravské říše (po dobytí Nitranska roku 833). Mojmírovci poté byli vládnoucí dynastií na Velké Moravě až do zániku státu snad v roce 907.
Poslední členové rodu zřejmě přišli o moc v roce 906 nebo 907 během invaze Maďarů z Panonské nížiny. O vývoji rodu před Mojmírem I. a po roce 907 jsou jen dohady.
Pojmenování vládnoucí dynastie Velkomoravské říše jako Mojmírovci je poprvé (a jedinkrát) v soudobých pramenech doloženo v tzv. Stížném listu bavorských biskupů z poloviny července roku 900.

## Tituly užívané Mojmírovci
První známý příslušník rodu – Mojmír I. – užíval titul moravského knížete. Když vyhnal knížete Pribinu z Nitry stal se i knížetem nitranským a velkomoravským. Za vlády Rostislava byl údělným knížetem v Nitře pozdější král velkomoravského státu, Svatopluk. Svatopluk si při nástupu na velkomoravský trůn nechal titul Nitranského knížete a po smrti Bořivoje se stal knížetem českým. Svatoplukův nejstarší syn – Mojmír II., se stal knížetem celé Velkomoravské říše (českým knížetem se stal Přemyslovec Spytihněv I.) a Svatopluk II. se stal údělníkem v Nitře. Možný třetí Svatoplukův syn Predslav byl, pokud existoval, pravděpodobně knížetem bratislavským.

## Velkomoravská knížataz rodu Mojmírovců
| # | Jméno        | Obrázek | Období života                | Období vlády | Poznámky |
| - | ------------ | ------- | ---------------------------- | ------------ | --- |
| 1 | Mojmír I.    |         | cca 795? – 846?              | 830? – 846   | První historicky známý moravský vládce, zakladatel dynastie Mojmírovců. |
| 2 | Rostislav    |         | ok. 813? – po 870 (Bavorsko) | 846 – 870    | Synovec Mojmíra I. V roce 846, pravděpodobně po Mojmírově smrti, byl na velkomoravský stolec dosazen Ludvíkem Němcem, panovníkem východofranské říše. Na Moravu přišli na jeho žádost misionáři Cyril a Metoděj. |
| 3 | Svatopluk I. |         | ok. 830 – 894                | 870 – 871    | Synovec Rostislava. Třetí a nejvýznamnější panovník Velkomoravské říše (ve středověku označován za krále). |
| 6 | Slavomír     |         | ok. 830 – po 873             | 871          | Kněz příbuzný s Mojmírovci, vůdce vzpoury proti franským místodržícím Wilhelmovi II. a Engelšalkovi, v jejichž moci byla Morava krátce v roce 871.                                                               |
| 3 | Svatopluk I. |         | ok. 830 – 894                | 871 – 894    | Znovu na trůně. |
| 7 | Mojmír II.   |         | po 871 – 906?                | 894 – 906    | Syn Svatopluka I. Po roce 906 o Mojmírovi II. historické prameny mlčí, předpokládá se tedy, že zemřel právě toho roku.                                                                                           |

## Další prameny doložení Mojmírovci
- Svatopluk II. – bratr Mojmíra II., údělný kníže v Nitře.

## Legendární Mojmírovci
- Moravod, Vladuc, Suanthos, Samoslav, Hormidor, Mojmír – fiktivní předci Mojmíra I. zmiňovaní v barokních kronikách,
- Boso-Hosdius – možný otec Rostislava a nedoloženého Bogislava zmiňovaný v pozdních pramenech,
- Bogislav – možný otec Svatopluka I.,
- Predslav – možný syn Svatopluka I.

## Osoby možného mojmírovského původu[7]
- Pribina – příslušnost k dynastii nejistá; vládce Nitranského knížectví, dle některých názorů jen údělník příbuzný s Mojmírem I.,
- Kocel – příslušnost k dynastii nejistá; Pribinův syn,
- Přemyslovci – dle některých názorů Bořivoj synem Rostislava,
- Gorazd – dle některých názorů syn Rostislava.